# Кудревич, Виктор Викторович
Виктор Викторович Кудревич (1878 — не ранее 1925) — герой Первой мировой войны, участник Белого движения, полковник 2-го Марковского полка.

## Биография
Уроженец Екатеринославской губернии. Сын протоиерея.
Образование получил в Харьковской духовной семинарии, где окончил два класса.
На военную службу вступил 27 декабря 1895 года. Окончил Одесское пехотное юнкерское училище по 2-му разряду, откуда выпущен был подпрапорщиком в 133-й пехотный Симферопольский полк. Произведен в подпоручики 9 марта 1900 года, в поручики — 20 октября 1904 года. 12 июля 1908 года переведен в Заамурский округ пограничной стражи. Произведен в штабс-капитаны (ст. с 9 марта 1908).
На 1 мая 1914 года — младший офицер 4-го пограничного Заамурского пехотного полка, в рядах которого и вступил в Первую мировую войну. Пожалован Георгиевским оружием
За то, что в бою 25 августа 1915 года у выс. 314 у д. Выгода, после убыли из строя командиров 11-й и 12-й рот, по собственной инициативе принял командование боевым участком, подавая лично пример храбрости и мужества, довел роты по совершенно открытой местности и под сильным артиллерийским, пулеметным и ружейным огнем противника до штыкового удара, захватил часть окопов у выс. 314 и выбил оттуда противника.
Произведен в капитаны 25 ноября 1915 года «за выслугу лет». 27 июля 1916 года переведен в 3-й Особый пехотный полк. Произведен в подполковники 7 июля 1917 года.
С началом Гражданской войны прибыл на Дон в Добровольческую армию, участвовал в 1-м Кубанском походе. В октябре 1919 года — полковник 2-го Марковского полка, был ранен. В октябре 1920 года временно исполнял обязанности командира 2-го Марковского полка. Ранен 21 октября 1920 года. Эвакуировался из Крыма на корабле «Модиг», затем на остров Проти на корабле «Кизил Ермак». Галлиполиец.
Осенью 1925 года — в составе Марковского полка в Болгарии. Дальнейшая судьба неизвестна. Его жена Антонина, их дочь Анастасия, в замужестве Цырилькевич.

## Награды
- Орден Святого Станислава 3-й ст. (1905)
- Орден Святой Анны 3-й ст. (1913)
- Орден Святого Станислава 2-й ст. с мечами (ВП 4.12.1915)
- Георгиевское оружие (ВП 8.11.1916)
- старшинство в чине капитана с 9 марта 1910 года (ВП 23.03.1916)